# The Secret of Monkey Island
Vous lisez un « bon article » labellisé en 2015.
The Secret of Monkey Island (en français, Le Secret de l'île aux Singes) est un jeu d'aventure graphique de type pointer-et-cliquer développé et publié par LucasArts en octobre 1990. Le jeu se déroule dans une version imaginaire des Caraïbes pendant la grande époque de la piraterie. Le joueur incarne le personnage de Guybrush Threepwood, un jeune homme rêvant de devenir un pirate, et doit explorer des îles imaginaires et résoudre des énigmes pour progresser dans le jeu. The Secret of Monkey Island est conçu en 1988 par Ron Gilbert, alors employé de LucasArts, avec l’aide de Tim Schafer et de Dave Grossman, et a été partiellement inspiré d'un roman publié la même année et intitulé Sur des mers plus ignorées de Tim Powers. C’est le cinquième jeu à utiliser le moteur SCUMM, celui-ci ayant été modifié pour The Secret of Monkey Island afin d’intégrer une interface plus facile à prendre en main.
À sa sortie, The Secret of Monkey Island est très bien accueilli par la presse spécialisée qui met en avant son humour, ses effets sonores et son système de jeu qui lui valent d’être encore considéré aujourd'hui comme l'une des références dans le domaine des jeux d'aventure. À la suite du succès du jeu, LucasArts publie dès 1991 une suite, intitulée Monkey Island 2: LeChuck's Revenge. Trois autres épisodes viendront ensuite compléter la série : The Curse of Monkey Island, Escape from Monkey Island et Tales of Monkey Island. En 2009, le jeu est réédité sous la forme d’une édition spéciale jouable sur iPhone, Windows et Xbox 360 avec des graphismes améliorés et une nouvelle interface adaptée à ces plateformes. Cette dernière est également disponible sur PlayStation 3, iPad et Mac OS X depuis 2010.

## Trame

### Univers
The Secret of Monkey Island se déroule dans une version fictive des Caraïbes, imaginée par Ron Gilbert en 1988, mêlant le thème de la piraterie avec des éléments de vaudou,,.
Le jeu commence sur l'île de Mêlée, une île en forme de croissant essentiellement recouverte de forêts. Sur sa côte ouest se trouve l'unique ville de l'île dont la population est principalement constituée de pirates. Lorsque ces derniers sont à terre, ils acceptent l'autorité de la gouverneure de l'île, Elaine Marley, et du conseil des pirates. Les bas-fonds de la ville abritent le quartier général de ce dernier, le Scumm Bar, qui est aussi le lieu de prédilection des ivrognes de l'île. Dans la ville haute se trouvent une église, une prison, un bazar ainsi qu'une boutique vaudou. Elle est surplombée par le palais du gouverneur et par un poste de garde destiné à surveiller les allées et venues des navires. Le reste de l'île n'est pas entièrement vierge et on y trouve notamment un centre de formation au duel au sabre, un cirque ambulant ainsi qu'un vendeur de bateaux d'occasion. La forêt abrite également la demeure de la Reine du Sabre ainsi qu'un légendaire trésor. Enfin, au nord-est se trouve la petite île de Hook qui est reliée à l'île de Mêlée par l'intermédiaire d'un câble.
Après une traversée à bord du navire le Singe des Mers, l'aventure se poursuit sur la mythique île aux Singes. Recouverte d'une épaisse jungle et de montagnes infranchissables, celle-ci n'est habitée que par une tribu de cannibales (au nord) et par un naufragé, Herman Toothrot (au sud). À l'est de l'île se trouve notamment une gigantesque tête de singe sculptée dans la roche. Enfin, l'île est également le repaire des pirates fantômes de LeChuck dont le navire se trouve non loin des côtes.

### Personnages
Les trois personnages principaux du jeu sont Guybrush Threepwood, Elaine Marley et LeChuck. Le joueur incarne Guybrush, un jeune homme maladroit et malchanceux rêvant de devenir pirate. Pour cela, il décide de se rendre sur l'île de Mêlée afin de rencontrer les juges du conseil des pirates qui lui assignent alors trois épreuves. Au cours de celles-ci, il apprend notamment l'art du duel d'insultes avant de rencontrer la gouverneure de l'île - Elaine Marley - redoutée pour son caractère bien trempé mais appréciée par la population locale. Il se retrouve alors au centre d'un triangle amoureux qui l'oppose à LeChuck dans une lutte pour conquérir la main d'Elaine. Le pirate fantôme LeChuck est le principal antagoniste du jeu. Il maîtrise notamment l'art du vaudou et est le capitaine d'un équipage de fantômes dont le navire mouille près de l'île aux Singes,.
Au cours de son aventure, Guybrush est amené à rencontrer un certain nombre de personnages secondaires. Carla, la Reine du Sabre, est une jolie jeune femme se cachant dans la forêt et maitrisant le duel au sabre mieux que quiconque sur l’île de Mêlée. Lady Vaudou est un personnage récurrent de la série qui, dans ce premier opus, occupe une boutique où elle pratique l’art du vaudou et de la divination. Stan est également un personnage récurrent de la série. Il est propriétaire d’un magasin vendant des bateaux d’occasion ou neufs et tente systématiquement d’arnaquer ses clients. De son côté, Otis est un des occupants de la prison de l’île où il a été enfermé pour avoir cueilli une espèce de fleur protégée. Après s’être évadé de la prison, il rejoint l’équipage de Guybrush avant d’organiser une mutinerie. Enfin, Herman Toothrot est un vieux naufragé vivant sur l’île aux Singes qu'il partage avec une bande de cannibales.

### Scénario
Le jeu débute alors que Guybrush arrive sur l'île de Mêlée pour rencontrer les trois juges du conseil des pirates de l'île. Ces derniers lui assignent les trois épreuves qu'il doit accomplir pour devenir pirate : gagner un duel contre la Reine du Sabre Carla, trouver un trésor caché, et voler une idole dans la maison du gouverneur. En explorant l'île pour accomplir ces épreuves, Guybrush entend parler d'un pirate fantôme, LeChuck, qui serait mort lors d'une expédition vers la mystérieuse île aux Singes, qu'il tentait de rejoindre pour gagner l'amour du gouverneur Elaine Marley. Il fait la connaissance de plusieurs habitants de l'île, comme Lady Vaudou, Stan ou Otis, et rencontre la gouverneure Elaine dont il tombe amoureux. Alors qu'il termine les épreuves devant faire de lui un pirate, l'île est attaquée par LeChuck et son équipage qui enlèvent Elaine avant de retourner sur l'île aux Singes. Pour la sauver, Guybrush achète un bateau et recrute un équipage avant de lever l'ancre pour l'île aux Singes. Après avoir accosté sur celle-ci, il découvre un village de cannibales dont les habitants se disputent avec un naufragé appelé Herman Toothrot. Guybrush parvient à les réconcilier avant de récupérer une racine vaudou sur le bateau de LeChuck pour le compte des cannibales. Pour le remercier, ils lui offrent un élixir, fabriqué à partir de cette racine, pouvant détruire les fantômes. En retournant sur le bateau de LeChuck, Guybrush apprend que celui-ci est retourné sur l'île de Mêlée pour se marier avec Elaine à l'église. Il retourne alors sur l'île de Mêlée et tente d'interrompre le mariage mais ne parvient qu'à ruiner les plans d'évasion d'Elaine et à perdre son élixir. Guybrush est alors sévèrement battu par les pirates fantômes dans un combat à travers l'île. Le combat amène Guybrush jusqu'au grand magasin de l'île où il trouve une bouteille de racinette qu'il utilise à la place de son élixir pour détruire les pirates fantômes,.

## Système de jeu
The Secret Monkey Island est un jeu d'aventure en deux dimensions se jouant en vue à la troisième personne. Via une interface en pointer-et-cliquer, le joueur dirige Guybrush Threepwood et doit résoudre des énigmes pour progresser dans le jeu. Le joueur peut interagir avec son environnement en utilisant différentes commandes verbales comme la commande « parle » qu'il peut utiliser pour communiquer avec un personnage. Lorsqu'il discute avec un personnage, le joueur peut choisir plusieurs sujets de discussion qui sont listés dans un « arbre de discussion », Monkey Island étant un des premiers jeux à intégrer un tel système. L'action du jeu est fréquemment interrompue par des scènes cinématiques, des séquences animées non-interactives, fournissant au joueur des informations concernant la personnalité des personnages afin de faire avancer l'histoire. Comme dans les titres postérieurs développés par LucasArts, les concepteurs ont rendu la mort du personnage principal quasiment impossible et ont essayé d'éviter les situations « cul-de-sac » dans lesquelles le joueur ne peut plus avancer. Le jeu inclut également un système de duel d'insultes au sabre dans lequel le joueur tente d'humilier son adversaire en utilisant des insultes qu'il peut apprendre en combattant d'autres pirates.

## Développement

### Origine
Ron Gilbert a l'idée d'un jeu d'aventure mettant en scène des pirates en 1988 après avoir créé le jeu Zak McKracken and the Alien Mindbenders. Il commence par mettre sur le papier différentes histoires de pirates lors d'un weekend chez des amis. Dans la version initiale de son scénario sont présents des méchants, alors anonymes, qui deviendront plus tard LeChuck et Elaine, Guybrush étant absent de l'histoire à l'époque. Il propose ensuite l'idée au personnel de Lucasfilm Games sous la forme d'une série de courtes histoires. L'idée de Gilbert est chaleureusement accueillie mais le développement du jeu est reporté, Lucasfilm préférant d'abord se focaliser sur Indiana Jones et la Dernière Croisade. Le développement de celui-ci se termine en 1989 et Gilbert peut alors commencer à travailler sur son projet, intitulé à l'époque Mutiny on Monkey Island,. Gilbert réalise rapidement que concevoir le jeu seul sera difficile et il décide d'associer à son projet Tim Schafer et Dave Grossman qu'il avait fait recruter par Lucasfilm.

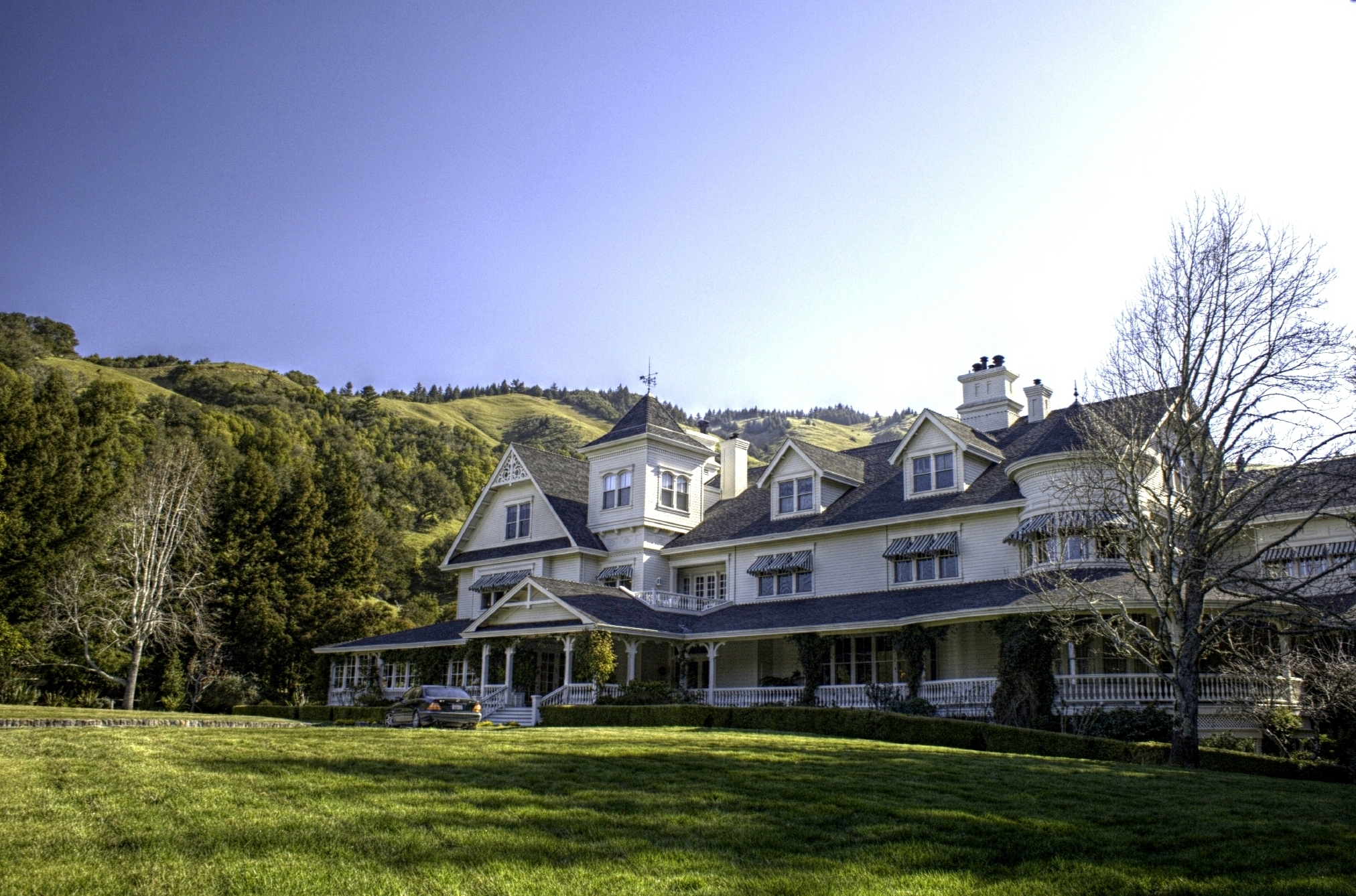
Le Skywalker Ranch où ont été imaginés les duels d'insultes du jeu.

Le système de duel d'insultes du jeu est inspiré des films de cape et d'épée dans lesquels jouait Errol Flynn, que Gilbert regardait souvent avec Schafer et Grossman pour chercher l'inspiration. Ils remarquent alors que les pirates figurant dans ces films passent plus de temps à s'insulter qu'à se battre, ce qui leur donne l'idée de fonder les duels du jeu sur les insultes plutôt que sur les combats,. Pour écrire les insultes de ces duels, ils sont aidés par l'écrivain Orson Scott Card lors d'une visite du siège social de Lucasfilm au Skywalker Ranch. Plusieurs des idées originales de Gilbert sont abandonnées au cours du développement, celui-ci expliquant que « ce qui avait été laissé de côté l'avait été pour de bonnes raisons ».

### Équipe de développement
D'après Ron Gilbert, sept personnes ont travaillé sur le développement du jeu pour un budget total d'environ 135 000 dollars américains.
- Producteur : Gregory D. Hammond
- Concepteur : Ron Gilbert
- Programmation et scénario : Dave Grossman, Tim Schafer et Ron Gilbert
- Artistes : Steve Purcell, Mark Ferrari et Mike Ebert
- Animations : Steve Purcell, Mike Ebert et Martin Cameron
- Musique : Michael Land, Barney Jones, Andy Newell et Patrick Mundy[20]

### Écriture du scénario
« C'est l'histoire d'un jeune homme qui arrive sur une île en cherchant à accomplir son rêve. En poursuivant son but, il découvre l'amour et se met à croire que c'est plus important que ce qu'il faisait au départ. Vous riez, mais ce qui se passe a également quelque chose de profond – Dave Grossman, 2009. »

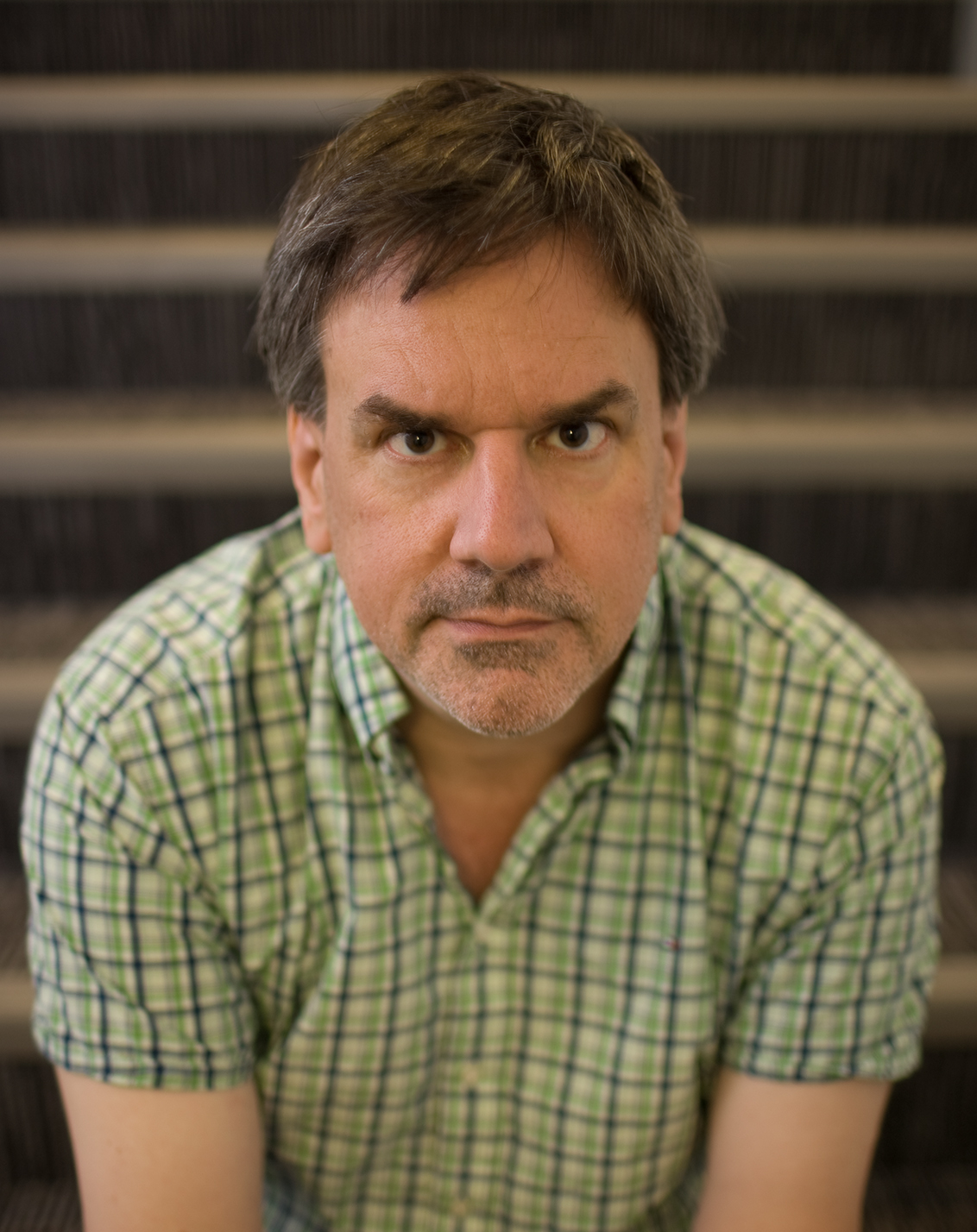
Ron Gilbert, le créateur du jeu.

Lorsque le travail sur le scénario commence, Ron Gilbert découvre que les styles d'écriture de Schafer et Grossman sont trop différents du sien pour former un tout cohérent. D'après lui, Grossman a en effet « un humour pince-sans-rire et sarcastique » alors que celui de Schafer est « plus direct ». Gilbert les fait donc travailler sur des personnages et des parties du scénario différentes en fonction du style comique qu'il juge nécessaire. D'après Grossman, cela a été bénéfique pour le jeu, lui et Schafer « étant drôles de manières différentes » et leurs humours « fonctionnant bien ensemble ». Schafer et Grossman ont écrit la plus grande partie des dialogues alors qu'ils programmaient le jeu, le résultat étant des textes plus ou moins improvisés. Certains des dialogues sont basés sur l'expérience personnelle des concepteurs. L'horreur qu'a Schafer pour les champignons a par exemple inspiré la réplique de Guybrush : « J'avais le sentiment qu'en enfer, il y aurait des champignons ».
L'univers du jeu et les personnages sont principalement créés par Gilbert. Celui-ci décide d’ajouter des éléments paranormaux dans le scénario du jeu après avoir lu le roman Sur des mers plus ignorées... de Tim Powers. D'après lui, les romans de Powers ont également eu une influence sur certains personnages comme Guybrush et LeChuck. Pour l’ambiance du jeu, Gilbert s’inspire principalement de l'attraction Pirates of the Caribbean de Disneyland qui était sa préférée lorsqu'il était enfant. Lors de l’étape finale de la conception, Gilbert introduit plusieurs personnages qui n’étaient pas directement liés au scénario du jeu. D'après lui, c’était une décision importante car il pensait que les joueurs souhaiteraient rencontrer des personnages moins importants, mais avec lesquels ils pourraient vraiment interagir, en progressant dans le jeu. Les développeurs ont également introduit un personnage du jeu Loom, publié par LucasArts en 1990, celui-ci encourageant le joueur à acheter Loom lorsqu'il lui parle.

### Conception
Le premier objectif de Gilbert, Schafer et Grossman était de créer un système de jeu plus simple et plus accessible que celui des précédents titres développés par le studio. Gilbert avait déjà imaginé les principaux puzzles du jeu avant même que la production de celui-ci ne commence, limitant le travail des concepteurs à « concrétiser ses idées ». Gilbert était frustré par les jeux d’aventure publiés à l’époque par Sierra On-Line. Il regrette en effet que le personnage contrôlé par le joueur soit tué à chaque erreur de celui-ci, considérant ce type de gameplay comme « une solution au rabais » pour les concepteurs. Il avait déjà appliqué certaines de ses idées dans le jeu Maniac Mansion en 1987 mais regrette avoir commis un grand nombre d’erreurs comme ces situations « cul-de-sac », à partir desquelles le joueur ne peut plus terminer le jeu, ou la mauvaise implémentation des déclencheurs des cinématiques. Gilbert souhaite éviter ces erreurs dans The Secret of Monkey Island et l’équipe décide de rendre la mort du personnage impossible, permettant au joueur de se focaliser principalement sur l’exploration de l’univers du jeu,.
The Secret of Monkey Island est le cinquième jeu développé par Lucasfilm utilisant le moteur SCUMM. Celui-ci, développé à l’origine pour Maniac Mansion, a été peu à peu amélioré depuis sa création. Ainsi, les commandes verbales introduites dans Maniac Mansion deviennent plus abstraites dans les versions suivantes du moteur. Le jeu utilise la même version de celui-ci que Indiana Jones et la Dernière Croisade mais bénéficie tout de même de quelques améliorations par rapport à ce dernier. Ainsi, un arbre de dialogue a été ajouté pour simplifier les conversations et les duels d’insultes. Les développeurs ont également supprimé la commande « qu'est-ce que c'est » permettant d’obtenir la description d’un objet, cette description s'affichant dans le jeu dès que le curseur de la souris passe sur l’objet,. Enfin, certaines commandes deviennent automatiques et peuvent être déclenchées avec un simple clic, la commande « parler » s'activant par exemple par défaut lorsque le joueur clique sur un personnage. Ces améliorations de l’interface deviennent ensuite des standards pour les titres suivants développés par le studio. Le rendu graphique du moteur SCUMM a également été amélioré. D'après Steve Purcell, les limitations imposées par les graphismes EGA de la première version — permettant un affichage en 320x200 et 16 couleurs —  étaient en effet devenues trop contraignantes, obligeant les artistes à utiliser des couleurs « bizarres » pour certains arrières-plans,. C'est par exemple pour cette raison que les concepteurs avaient au départ choisi le blanc et le noir pour la tenue de Guybrush. Une version VGA du jeu corrigera plus tard ces problèmes en permettant au jeu de fonctionner en 256 couleurs, permettant aux artistes du studio de concevoir des arrières-plans et des personnages plus colorés et détaillés.
Le thème musical du jeu, le « reggae pirate », a été composé par l’un des musiciens de Lucasfilm Games, Michael Land, au format MIDI. C’était son premier projet pour le compte du studio. Le jeu est d’abord publié sur disquette en 1990. Le jeu est ensuite republié sur CD-ROM en 1992, cette version incluant une bande originale en haute-qualité. La musique du jeu reste populaire et a été remixée par les musiciens de OverClocked ReMix ainsi que par des fans du jeu,.

## Versions

### The Secret of Monkey Island

#### Version PC
Une version de démonstration de The Secret of Monkey Island, incluant un scénario, des dialogues et des puzzles non présents dans la version complète du jeu, est publiée en 1990.
La version originale sur PC du jeu, disponible sur disquettes et fonctionnant sous DOS, est publiée par Lucasfilm en octobre 1990. Basée sur le standard graphique EGA, celle-ci ne permet qu'un affichage en 16 couleurs. La version française comporte une boite cartonnée entièrement traduite en français avec un bandeau beige en haut à droite précisant la version française, une notice, une carte de référence, la roue des codes et les disques de jeu (4 disquettes 3,5" pour les versions Amiga, Atari St et PC EGA, et 8 disquettes 5,25" pour la version PC EGA). Une nouvelle version, compatible VGA et permettant un affichage en 256 couleurs, est publiée un peu plus tard en 1990. Cette version comprend 4 disquettes 3,5" ou huit 5,25". Après la publication de Monkey Island 2: LeChuck's Revenge en décembre 1991, le studio publie en 1992 une nouvelle version CD-ROM du jeu également compatible VGA,. Celle-ci apporte des modifications à l'interface graphique du jeu en remplaçant l'inventaire textuel de la version originale par un inventaire utilisant des icônes et en supprimant les commandes « allumer » et « éteindre ». Elle remplace également les pistes en MT-32 MIDI de la bande originale par des pistes au format CD audio.
La version PC a été rééditée dans de nombreuses compilations incluant également d'autres titres d'aventure développés par LucasArts, dont The Monkey Island Bounty Pack qui inclut les trois premiers épisodes de la série.
Une version complète du jeu a également été publiée dans le hors-série no 10 de Joystick en décembre 1996.

#### Portages
Le jeu a été porté sur Amiga, Atari ST, Macintosh, FM Towns et Mega-CD. Les versions Amiga et Atari ST sont publiées en 1990 et la version Macintosh en 1991. Bien qu'étant globalement identiques à la version originale sur PC, les versions Amiga et Macintosh bénéficient d'une amélioration graphique permettant un affichage en 32 couleurs. De son côté, la version Atari ST ne bénéficie que d'une amélioration de sa qualité sonore, et utilise le même standard graphique que la version originale sur PC.
La version FM Towns est publiée en 1992 au Japon.
La version Mega-CD est publiée par JVC le 12 septembre 1992 aux États-Unis et par Victor Interactive Software le 23 septembre 1993 au Japon.
Une version CDTV a été développée par LucasArts mais n'a jamais été publiée, tout comme Loom et Indiana Jones et la dernière croisade sur la même machine.

### Special Edition

Logo de The Secret of Monkey Island: Special Edition.

Le producteur de LucasArts, Craig Derrick, et son équipe décident de développer un remake en 2008. Après des recherches sur l’univers de la série, ils ont en effet l’idée de créer quelque chose de nouveau tout en restant fidèle au jeu original. Les développeurs ont donc essayé de respecter au maximum la conception de la version originale, les changements apportés ne devant pas modifier l’ambiance du jeu. Dans cette optique, l’équipe s’est focalisée sur les détails, ajoutant par exemple des éléments dans les arrières-plans du jeu. Bien que les développeurs considèrent le moteur SCUMM comme révolutionnaire pour l’époque, ils sont forcés de modifier l’interface du jeu, Brooks Brown leur expliquant que celle-ci n’est pas compatible avec les sticks analogiques utilisés par la plupart des consoles. Les concepteurs créent donc un nouveau système utilisant un curseur contextuel relié aux éléments du jeu. Brown a également proposé de mettre à jour le gag faisant la publicité de Loom, celui-ci n’étant plus en vente, en la remplaçant par une référence à Star Wars : Le Pouvoir de la Force. L’idée fut néanmoins abandonnée, les développeurs considérant que le jeu ne serait plus le même si ce genre de modification était implanté. Avant la sortie du jeu, LucasArts a néanmoins annoncé que Loom, ainsi que d’autres titres du catalogue du studio, serait mis en vente sur la plate-forme de distribution en ligne Steam.
Le développement du remake est confirmé par LucasArts le 1er juin 2009 avant d’être présenté sous le titre The Secret of Monkey Island: Special Edition lors de l’E3 2009,. Les versions pour iPhone, Microsoft Windows et Xbox 360 de celui-ci sont finalement publiées en juillet 2009,. Celles-ci ne sont disponibles qu'en version numérique, Brooks Brown expliquant que ce mode de distribution avait été choisi car il était en pleine expansion à l'époque. Elles sont suivies par des versions pour PlayStation 3, Mac OS et iPad début 2010. Le remake inclut de nouveaux graphismes plus détaillés, une bande originale remastérisée, un doublage pour les différents personnages ainsi qu’un nouveau système d’aide. Les développeurs ont également ajouté une option permettant de jouer avec les graphismes et les effets sonores de la version originale. Les doublages du remake ont pour la plupart été réalisés par des acteurs ayant déjà travaillé sur des épisodes de la série, incluant Dominic Armato pour la voix de Guybrush et Earl Boen pour celle de LeChuck.

## Accueil
| The Secret of Monkey Island |      |       |
| Média                       | Nat. | Notes |
| Sur PC (1990)               |      |       |
| Adventure Classic Gaming    | GB   | 4/5   |
| Computer and Video Games    | GB   | 94 %  |
| Dragon                      | US   | 5/5   |
| Gen4                        | FR   | 95 %  |
| Joystick                    | FR   | 83 %  |
| Tilt                        | FR   | 15/20 |
| Zero                        | GB   | 84 %  |
| Sur Amiga (1991)            |      |       |
| Amiga Power                 | GB   | 90 %  |
| Amiga Action                | GB   | 90 %  |
| Amiga Computing             | GB   | 90 %  |
| The One                     | GB   | 92 %  |
| Sur Mega-CD (1993)          |      |       |
| Joypad                      | FR   | 87 %  |

### The Secret of Monkey Island

#### Version PC
À sa sortie, la version PC de The Secret of Monkey Island est bien accueillie par la presse spécialisée. Au niveau technique, les critiques soulignent les améliorations apportées à la réalisation par rapport aux précédents titres d'aventure développés par LucasArts. Les graphismes en VGA 16 couleurs du jeu sont ainsi jugés superbes et ses animations très réussies, voire magnifiques,. Bien que certaines critiques soulignent la nécessité de posséder une carte son pour en profiter, la qualité des musiques et des effets sonores est également saluée. Ces derniers sont jugés fabuleux, le journaliste du magazine ACE notant que dans ce domaine, le jeu est un des meilleurs du genre avec King's Quest V,. De son côté, la bande originale est décrite comme fantastique. L'interface graphique est elle aussi jugée réussie, les critiques s'accordant à dire que le jeu est facile à prendre en main,,.
La trame, les personnages et les dialogues sont considérés comme étant les points forts du jeu, les critiques notant que son scénario est de qualité et que les dialogues, les situations et les personnages sont drôles et sympathiques,. Les journalistes mettent notamment en avant l'humour du jeu, qu'ils jugent dévastateur, et la présentation digne d'un film qui donne au joueur l’impression de prendre part à une comédie et permet au jeu de se démarquer des précédents jeux d'aventure développés par le studio,. Son gameplay est en revanche décrit comme identique à celui de ses prédécesseurs,. De leur côté, les différents puzzles du jeu sont jugés intéressants et d'une conception magistrale, la critique du magazine Zero mettant en avant leurs difficultés bien dosées parvenant à rendre l'aventure plus amusante que frustrante,,.
Globalement, les critiques oscillent entre un jugement positif et très positif. Ainsi, les journalistes de Dragon décrivent le jeu comme une aventure graphique très agréable mais jugent son prix excessif. Le test du magazine Tilt estime qu'il s'agit d'un bon jeu pouvant procurer de longues heures de passionnantes recherches mais considère qu'il n'a rien d'exceptionnel et qu'il n'est donc recommandé qu'aux fans du genre. De son côté, la critique de Gen4 le considère comme un superbe jeu d'aventure doté d'une ambiance vraiment géniale et celle de Joystick le qualifie de petit chef-d’œuvre,.

#### Version Amiga
La version Amiga du jeu est unanimement acclamée par les critiques. La critique du magazine Amiga Power fait ainsi l’éloge des éléments comiques et de l’interface du jeu qui permettent au joueur d’oublier ce qu’il fait pour se concentrer pleinement sur l’aventure. Le test souligne également que le scénario, les graphismes et les effets sonores du jeu s’accordent parfaitement et contribuent à créer une atmosphère très dense. Pour résumer, la critique juge que le plaisir procuré par Monkey Island permet à celui-ci de surpasser tous les autres jeux d’aventure incluant Zork, The Hobbit ou Lord of the Rings. Dans The One, la critique note que Lucasfilm a repris tous les éléments qui avaient fait le succès de ses précédents jeux d’aventure et qu’ils sont parvenus à les améliorer. Comme dans les autres critiques, le journaliste fait l’éloge de ses personnages et de son scénario hilarants. Celui-ci se plaint néanmoins des fréquents ralentissements graphiques du jeu. Le jeu est également encensé par les magazines Amiga Computing et Amiga Action, le test de ce dernier concluant que les joueurs n’avaient aucune excuse pour ne pas l'acheter,.

#### Version Mega-CD
Comme les autres versions du jeu, l’adaptation de The Secret of Monkey Island sur Mega-CD est désignée comme une vraie réussite. Le journaliste du magazine Joypad juge notamment que l’aventure ne « souffre d’aucun manque d’intérêt » et souligne la qualité des musiques et de l’interface du jeu. L’aspect technique est décrit comme le principal point faible du jeu, la critique regrettant notamment la faible qualité des graphismes, les temps de chargement trop longs et l’absence de voix digitalisées.

#### Récompenses
En 1990, le jeu est nommé aux 4 d'or du magazine Gen4 dans les catégories « meilleur jeu d'aventure étranger » et « meilleur jeu étranger ». L'année suivante, il est lauréat dans la catégorie « meilleur jeu d'aventure » lors de l'European Computer Trade Show et est également nommé dans la catégorie « jeu d'aventure de l'année » du magazine Computer Gaming World. La même année, il est nommé aux Codie Awards décernés par la Software and Information Industry Association dans la catégorie « meilleur programme d'aventure ».
Rétrospectivement, la presse spécialisée le considère comme l'un des meilleurs jeux vidéo d'aventure de tous les temps. Dès 1996, il est ainsi classé à la 19e position du classement des « meilleurs jeux vidéo de tous les temps » publié par les magazines Amiga Power et Computer Gaming World, ce dernier jugeant notamment que son système de duel au sabre à base d’insultes est inoubliable,. Plus récemment, le site Adventure Gamers le désigne comme le deuxième meilleur jeu d’aventure, notant que celui-ci a inauguré l’âge d’or du genre, qu’il a inspiré de nombreuses suites et qu’il reste le jeu d’aventure le plus fun de tous les temps. De son côté, le site GamesRadar+ le place en tête de sa liste des meilleurs jeux du genre. Le jeu est également désigné comme étant de loin le meilleur jeu vidéo comique par le rédacteur en chef du magazine Edge.
Le jeu apparaît également à plusieurs reprises dans le Hall of Fame de magazines et sites spécialisés,.

### Special Edition
| Special Edition  |      |       |
| Média            | Nat. | Notes |
| 1UP.com          | US   | A     |
| Adventure Gamers | US   | 5/5   |
| Eurogamer        | GB   | 90 %  |
| Gamekult         | FR   | 80 %  |
| GamePro          | GB   | 4/5   |
| GameSpot         | US   | 80 %  |
| GameSpy          | US   | 4.5/5 |
| IGN              | US   | 87 %  |
| Jeuxvideo.com    | FR   | 85 %  |
| Joystick         | FR   | 70 %  |

Comme la version originale, The Secret of Monkey Island: Special Edition est bien accueilli par la presse spécialisée. Ainsi, la critique du magazine GamePro fait l'éloge des nouveaux graphismes et effets sonores du jeu. Le test met également en avant les dialogues, le scénario, l'humour, les puzzles et la difficulté bien dosée comme étant les points forts du jeu et conclut que celui-ci est « impressionnant, hilarant et qu'il vaut le coup ». La rédaction du site IGN écrit que « près de 20 ans après sa sortie, le jeu reste une bombe ». La critique accueille positivement la nouvelle musique, la nouvelle fonction d'aide ainsi que les effets sonores et doublages additionnels mais note que les graphismes de la nouvelle version n'ont pas le charme de ceux du jeu original. D'après la critique, le jeu reste un des meilleurs et l'un des plus amusants du genre. Le jeu est également encensé par la critique du site GameSpot qui note que « le nouveau doublage fait oublier le jeu original » et que ce qui avait fait le succès de celui-ci a bien vieilli. Enfin, le test du site Eurogamer estime que globalement, cette nouvelle version améliore le jeu bien que sa nouvelle interface soit jugée moins intuitive que l'ancienne.
En 2010, le site IGN place la version Xbox de celui-ci comme un des 20 meilleurs jeux disponible sur la plate-forme Xbox Live Arcade.

## Postérité
The Secret of Monkey Island a donné naissance à quatre suites. La première, intitulée Monkey Island 2: LeChuck's Revenge, est éditée en décembre 1991 et entraîne Guybrush à la recherche d'un trésor. Après la sortie de ce dernier, Ron Gilbert quitte le studio, son absence n'empêchant pas LucasArts de continuer à publier des jeux d'aventure à succès (comme Day of the Tentacle, Sam and Max ou Grim Fandango) et de continuer à développer la série. En 1997, LucasArts publie ainsi un troisième épisode, baptisé The Curse of Monkey Island, qui utilise un nouveau moteur graphique et dont le développement a été confié aux créateurs de Full Throttle, Jonathan Ackley et Larry Ahern. En 2000, le studio publie le quatrième épisode de la série, intitulé Escape from Monkey Island, qui utilise le moteur graphique en trois dimensions de Grim Fandango.
Le dernier jeu de la série, développé par Telltale Games et baptisé Tales of Monkey Island, est édité en 2009 sous la forme de cinq épisodes distincts.